# جید مک ری
جید آرورا مک‌ری (زادهٔ ۸ دسامبر ۱۹۷۹) خواننده سول استرالیایی و دختر نوازندگان حرفه‌ای جوی یتس و دیو مک‌ری است.
جید آرورا مک‌ری در ۸ دسامبر ۱۹۷۹ در یک خانواده موسیقی به دنیا آمد. مادر مک‌ری خواننده معتبر جوی یتس و پدر پیانیست او دیو مک ری است. مک ری در سواحل شمالی سیدنی، استرالیا بزرگ شد. این خواننده از سه سالگی پیانو و در هشت سالگی ویولن را شروع کرد.